# Лезгины на Украине
Лезгины на Украине (лезг. Лезгияр Украйнийра ; укр. Лезгині в Україні) — лезгинская диаспора, которая проживает на территории Украины. По переписи 2001 года, на Украине проживало 5 654 представителей лезгинских народов, из которых 4349 были собственно лезгины. В Украине проживает небольшая, но значимая община лезгин, в основном сосредоточенная в крупных городах страны.

## Историческая динамика
По переписи 1926 года  в УССР из всех дагестанских народов 98,7% дагестанцев были лезгинами по национальности, однако к 1930-м годам во время индустриализации удельный вес лезгин среди дагестанцев сократился с почти 99% до 52%. В 1940-50-е годы несмотря на то что  количество дагестанцев в УССР выросло более чем вдвое, до 3 823 человек. Продолжались тенденции к уменьшению удельного веса лезгин с 52% в 1939 до 39% в 1959 годах и увеличению других дагестанских народов.
После распада СССР и провозглашения независимости Украины сократился миграционный приток дагестанского населения, увеличился отток в Дагестан и другие регионы. Всё это, а также ухудшение демографической ситуации в Украине, которое не обошло и представителей народов Дагестана, привело к уменьшению между переписями 1989 и 2001 годов их в Украине с 12418 до 10882, или на 12,4%.
Динамика численности лезгин и лезгинских народов в Украине по переписям:
| Народ             | 1926 | 1939 | 1959 | 1970 | 1979 | 1989 | 2001 |
| Лезгины           | 231  | 921  | 1484 | 1708 | 2354 | 4810 | 4349 |
| Табасараны        | -    | 7    | 120  | 118  | 300  | 932  | 977  |
| Рутульцы          | -    | 48   | 2    | 1 5  | 26   | 75   | 137  |
| Агулы             | -    | 48   | 15   | 12   | 37   | 78   | 108  |
| Цахуры            | -    | 48   | -    | 25   | 6    | 62   | 83   |
| Общая численность | 231  | 976  | 1621 | 1878 | 2723 | 5957 | 5654 |

Лезгинские народы на Украине по оценкам на 2022 год:
| Народ      | Численность |
| Лезгины    | 3900        |
| Табасараны | 900         |

## Расселение
Численность лезгин по регионам  Украины по переписи 2001 г.
| Область                    |      |
| Донецкая область           | 1129 |
| Харьковская область        | 724  |
| Днепропетровская область   | 402  |
| Автономная Республика Крым | 246  |
| Одесская область           | 300  |
| Киев                       | 198  |
| Луганская область          | 294  |
| Запорожская область        | 215  |
| Киевская область           | 102  |
| Полтавская область         | 76   |
| Николаевская область       | 112  |
| Херсонская область         | 67   |
| Сумская область            | 49   |
| Черкасская область         | 47   |
| Севастополь                | 67   |
| Львовская область          | 21   |
| Кировоградская область     | 63   |
| Винницкая область          | 30   |
| Черниговская область       | 40   |
| Житомирская область        | 43   |
| Хмельницкая область        | 35   |
| Волынская область          | 19   |
| Закарпатская область       | 30   |
| Ровенская область          | 6    |
| Тернопольская область      | 9    |
| Черновицкая область        | 17   |
| Ивано-Франковская область  | 8    |
| Украина                    | 4349 |

## Язык
Большинство лезгин  2001 года назвали родным языком русский (53,8%), тогда как лезгинский язык назвали родным только 34,7%, украинский — 7,6%, другой — 3,4%.
В процентном соотношении:
|         | число | лезгинский | русский | украинский | другое |
| Лезгины | 4349  | 34,7%      | 53,8%   | 7,6%       | 3,4%   |

## Известные лезгины в Украине
В Украине проживает ряд известных личностей лезгинского происхождения, которые внесли вклад в различные сферы общественной жизни, такие как предприниматель и политик Мухаммад Ахмедов, Загид Габибуллаев, Абдулвагаб Магомедов и другие.